# Marietta Horster
Marietta Horster (* 8. Juni 1961 in Düsseldorf) ist eine deutsche Althistorikerin und Epigraphikerin.
Marietta Horster studierte Alte Geschichte, Latinistik und Politische Wissenschaften an den Universitäten Lausanne, Bonn und Köln. Sie schloss ihr Studium 1989 in Köln mit dem Magister Artium ab und war anschließend von 1990 bis 1994 Wissenschaftliche Mitarbeiterin am Lehrstuhl für Alte Geschichte von Werner Eck an der Universität Köln. Dort wurde sie 1995 mit einer Arbeit zum Thema Untersuchungen zu Bauinschriften römischer Kaiser im Westen des Imperium Romanum promoviert. Von 1995 bis 2001 lehrte Horster als wissenschaftliche Assistentin von Rainer Bernhardt am Heinrich-Schliemann-Institut für Altertumswissenschaften der Universität Rostock. Im Winter 1998/99 war sie Sterling Dow Fellow am Center for Epigraphical and Paleographical Studies der Ohio State University in Columbus.
Im Jahr 2003 habilitierte sie sich für Alte Geschichte in Rostock, wo sie ab 2003 als Privatdozentin lehrte. Von 2003 bis 2006 war Horster Wissenschaftliche Mitarbeiterin des Arbeitsvorhabens Prosopographia Imperii Romani der Berlin-Brandenburgischen Akademie der Wissenschaften und zugleich Forschungsstipendiatin der Gerda Henkel Stiftung. Im Wintersemester 2006/07 und Sommersemester 2007 vertrat sie an der Universität Bamberg den Lehrstuhl für Alte Geschichte (Hartwin Brandt), im Wintersemester 2007/08 war sie Gastprofessorin an der Humboldt-Universität zu Berlin. Im Sommersemester 2008 hatte sie eine Lehrstuhlvertretung an der Universität Hamburg, im Sommersemester 2009 an der Universität Heidelberg inne. Seit April 2010 ist Marietta Horster in Nachfolge von Leonhard Schumacher Professorin für Alte Geschichte an der Universität Mainz. Seit 2018 ist sie Leiterin des Corpus Inscriptionum Latinarum.
Ihre Forschungsschwerpunkte sind die Verwaltung des Römischen Reiches und seiner Provinzen, die Organisation und das Funktionieren griechischer Heiligtümer und die Wissensvermittlung in der antiken Literatur.

## Schriften (Auswahl)
- Literarische Zeugnisse kaiserlicher Bautätigkeit. Eine Studie zu Baumaßnahmen in Städten des Römischen Reiches während des Prinzipats (= Beiträge zur Altertumskunde. Bd. 91). Teubner, Stuttgart/Leipzig 1997, ISBN 3-519-07640-3.
- Bauinschriften römischer Kaiser. Untersuchungen zu Inschriftenpraxis und Bautätigkeit in Städten des westlichen Imperium Romanum in der Zeit des Prinzipats (= Historia Einzelschriften. Bd. 157). Steiner, Stuttgart 2001, ISBN 3-515-07951-3 (= Zugleich überarbeitete und aktualisierte Fassung von: Köln, Universität, Dissertation, 1995).
- mit Christiane Reitz (Hrsg.) Antike Fachschriftsteller. Literarischer Diskurs und sozialer Kontext (= Palingenesia. Bd. 80). Steiner, Stuttgart 2003, ISBN 3-515-08243-3.
- Landbesitz griechischer Heiligtümer in archaischer und klassischer Zeit (= Religionsgeschichtliche Versuche und Vorarbeiten. Bd. 53). de Gruyter, Berlin u. a. 2004, ISBN 3-11-018219-X (= Teilweise zugleich: Rostock, Universität, Habilitations-Schrift, 2003). (Rezension)
- mit Christiane Reitz (Hrsg.): Wissensvermittlung in dichterischer Gestalt (= Palingenesia. Bd. 85). Steiner, Stuttgart 2005, ISBN 3-515-08698-6.